# Antýgl (Šumava)
Antýgl (německy Antigl) je 1254 m vysoká hora v pohoří Šumava. Nachází se v katastru obce Horská Kvilda a stojí zcela samostatně, takže vytváří výraznou dominantu Kvildských plání. Dobře viditelný je i z jiných směrů a z větších vzdáleností. Jeho jihozápadní svahy jsou vyhlášeny jako I. zóna Národního parku Šumava, v této zóně se nachází i samotný vrchol hory. Pod jeho východními svahy se nachází bývalá osada Horní Antýgl, která patří k Horské Kvildě. Dnes je v těchto místech pouze jedna dochovaná chalupa, která slouží jako rekreační objekt. Je však svými majiteli velmi citlivě udržována v původním slohu a stala se tak jednou z nejzachovalejších ukázek původní šumavské architektury.

## Název
Hora se v minulosti nazývala Sokol. Používání tohoto názvu je doloženo ještě na státní mapě z roku 2004, či v knize Zeměpisný lexikon ČR: Hory a nížiny z roku 2006.

## Geologie a geomorfologie
Jde o výrazný kupovitý lehce asymetrický suk s prudšími východními svahy. Geologicky je tvořen vložkami žuly v rulách. Na jeho svazích se nacházejí četné skalní výchozy a suťová pole.

## Přístup
Na vrchol Antýglu nevede žádná turistická stezka, nedaleko od vrcholu prochází zeleně značená stezka z Horské Kvildy na Filipovu Huť. Ještě blíže se nachází lesní silnička, po které vede cyklotrasa č. 1042 a v zimě upravovaná lyžařská trasa.

## Vedlejší vrcholy
K Antýglu (Sokolu) patří i dva vedlejší vrcholy. Jsou jimi:
- Jelení vrch (1177 m) – vzdálený 1480 m od vrcholu Antýglu na jihozápad, zalesněn smrčinou; cca 800 m jižně osada Korýtko, součást Filipovy Hutě[2]
- Jelení vrch – JZ vrchol (1107 m)[7] – plochý výběžek Jeleního vrchu dalších 1100 m na jihozápad směrem na Modravu, částečně zalesněn, částečně louka, západní svahy se prudce svažují do údolí Vydry

## Galerie

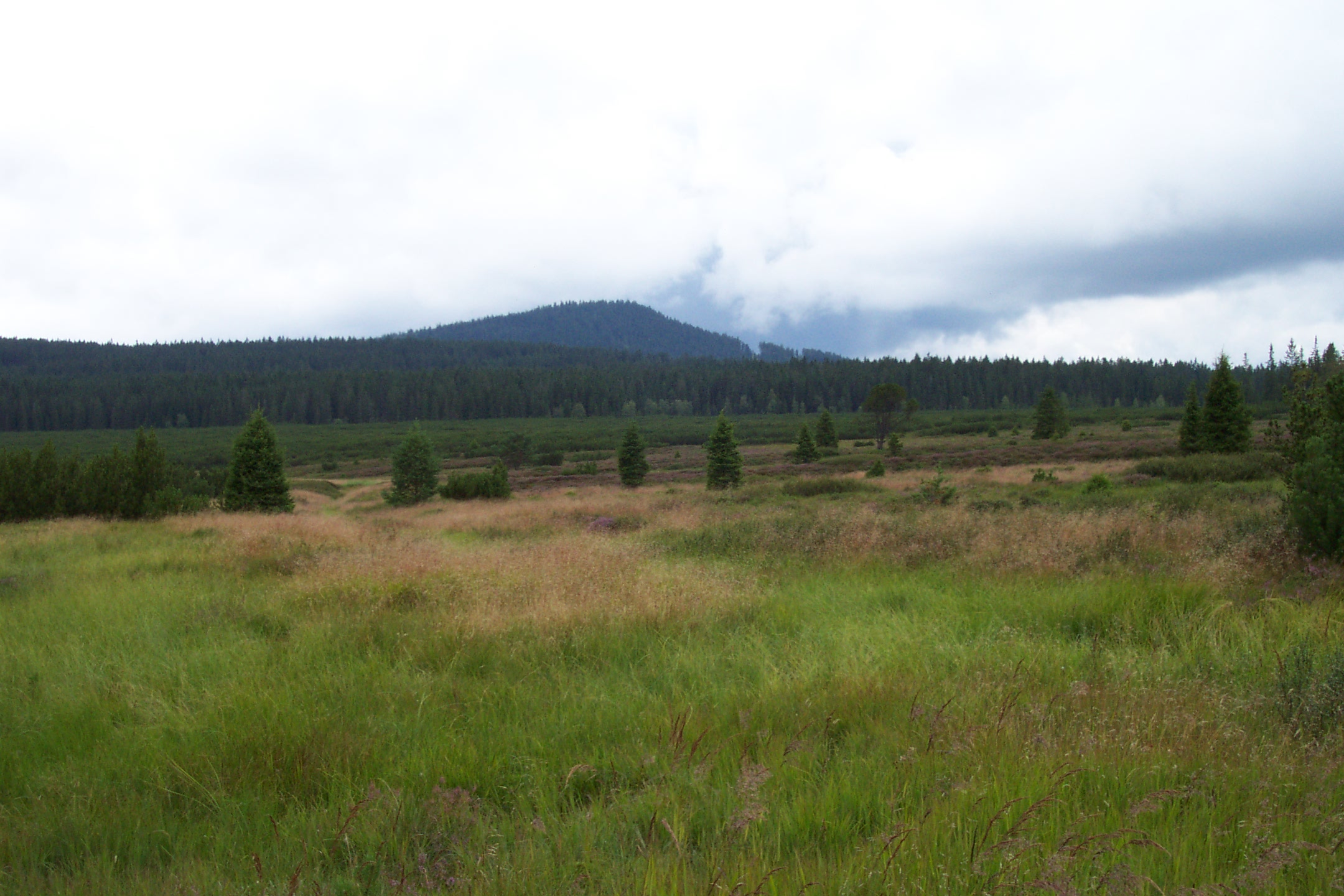
Antýgl z Jezerní slati
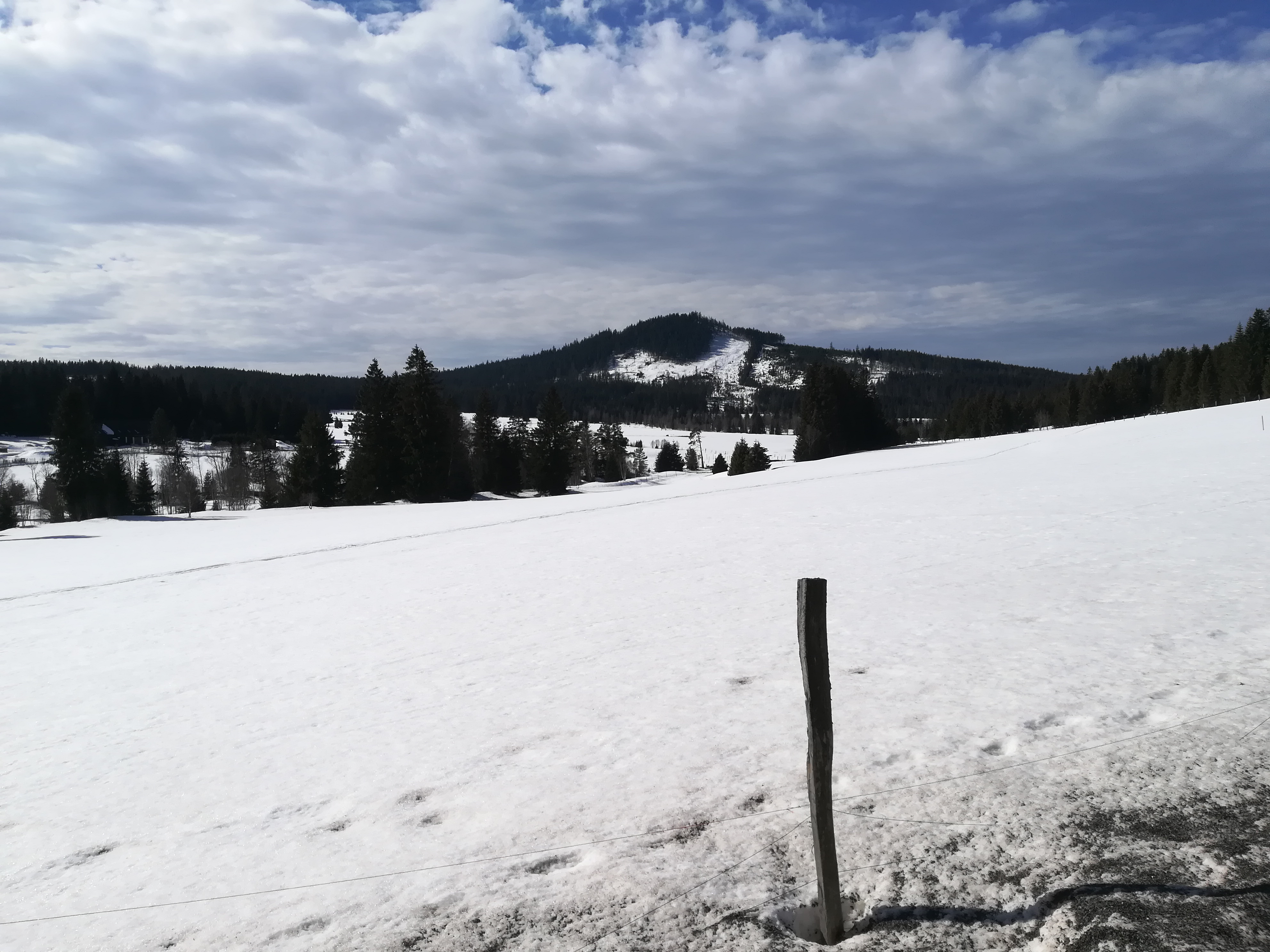
Antýgl (v zimě)
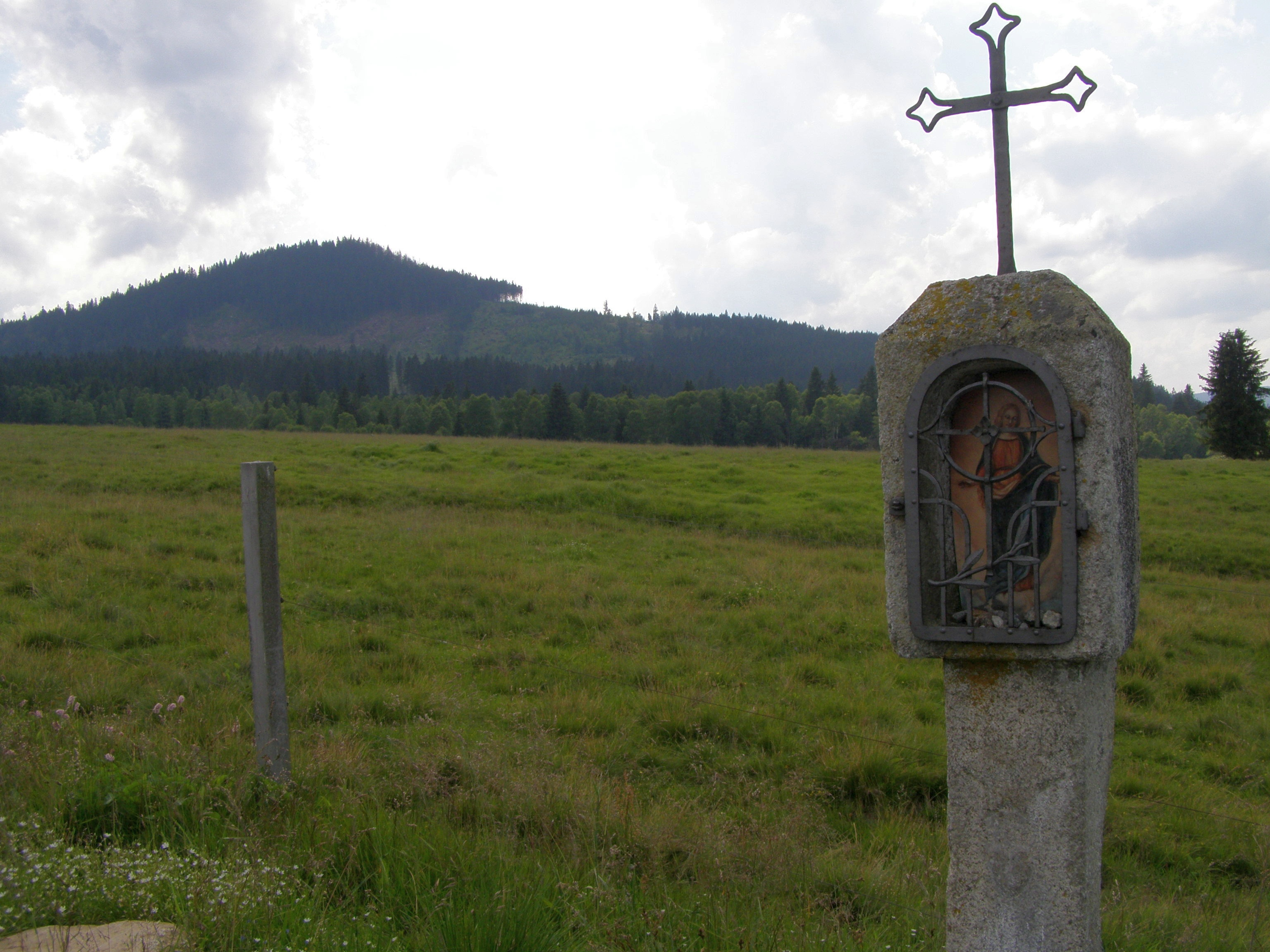
Antýgl od cesty k Horské Kvildě (v popředí boží muka nedaleko od Hamerského potoka)
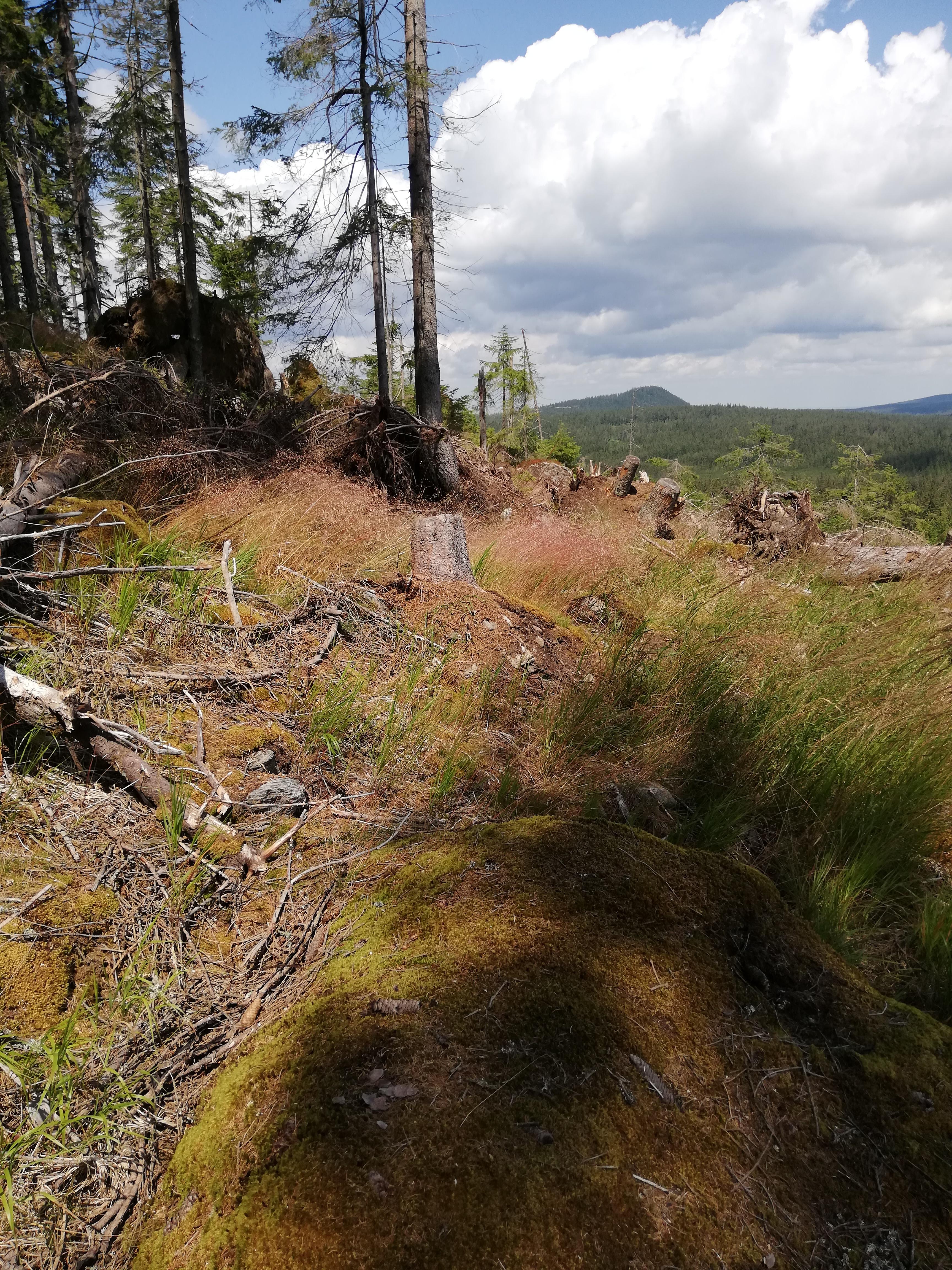
Pohled na Antýgl z hory Tetřev
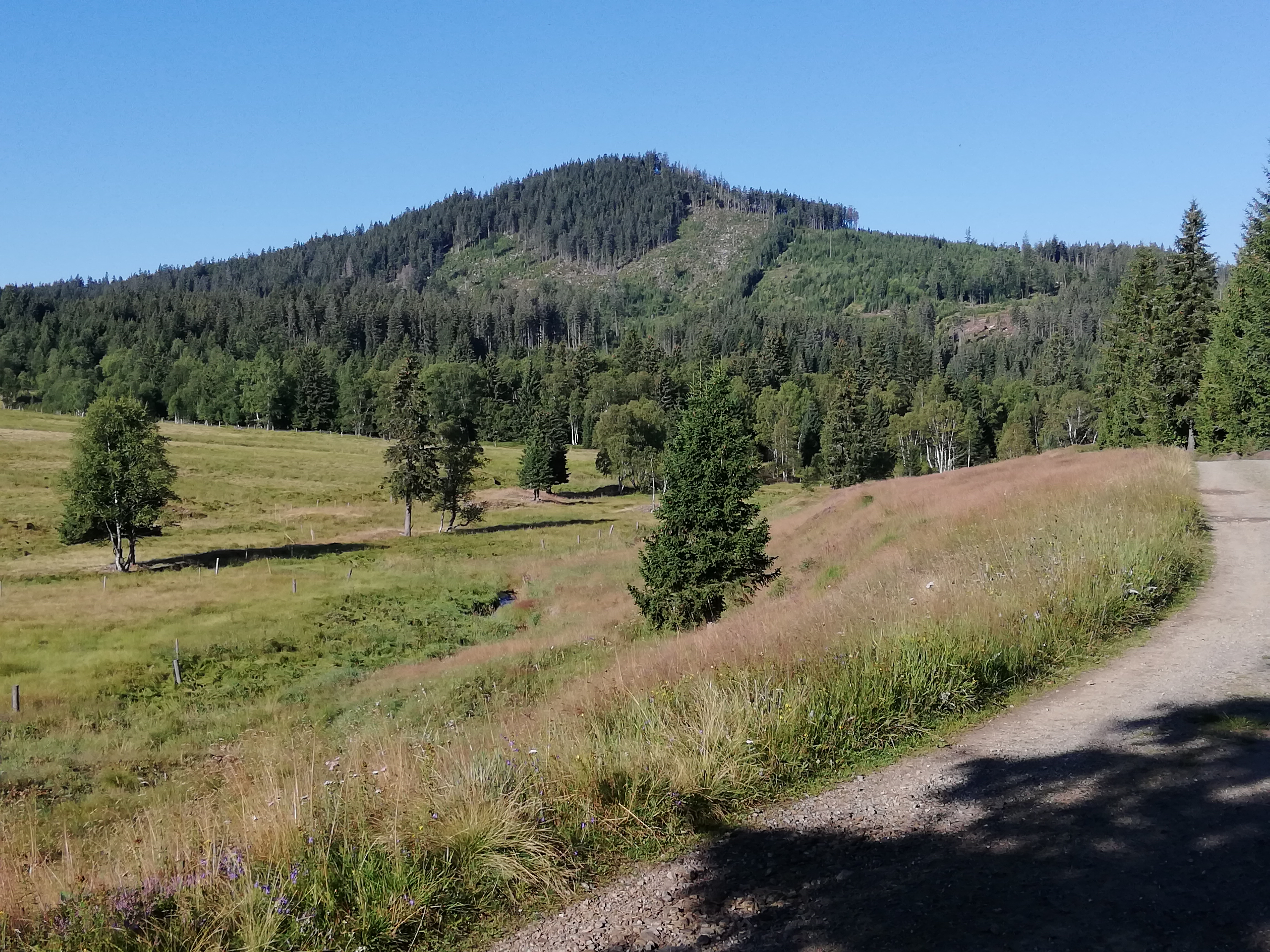
Pohled na Antýgl od Hamerského potoka
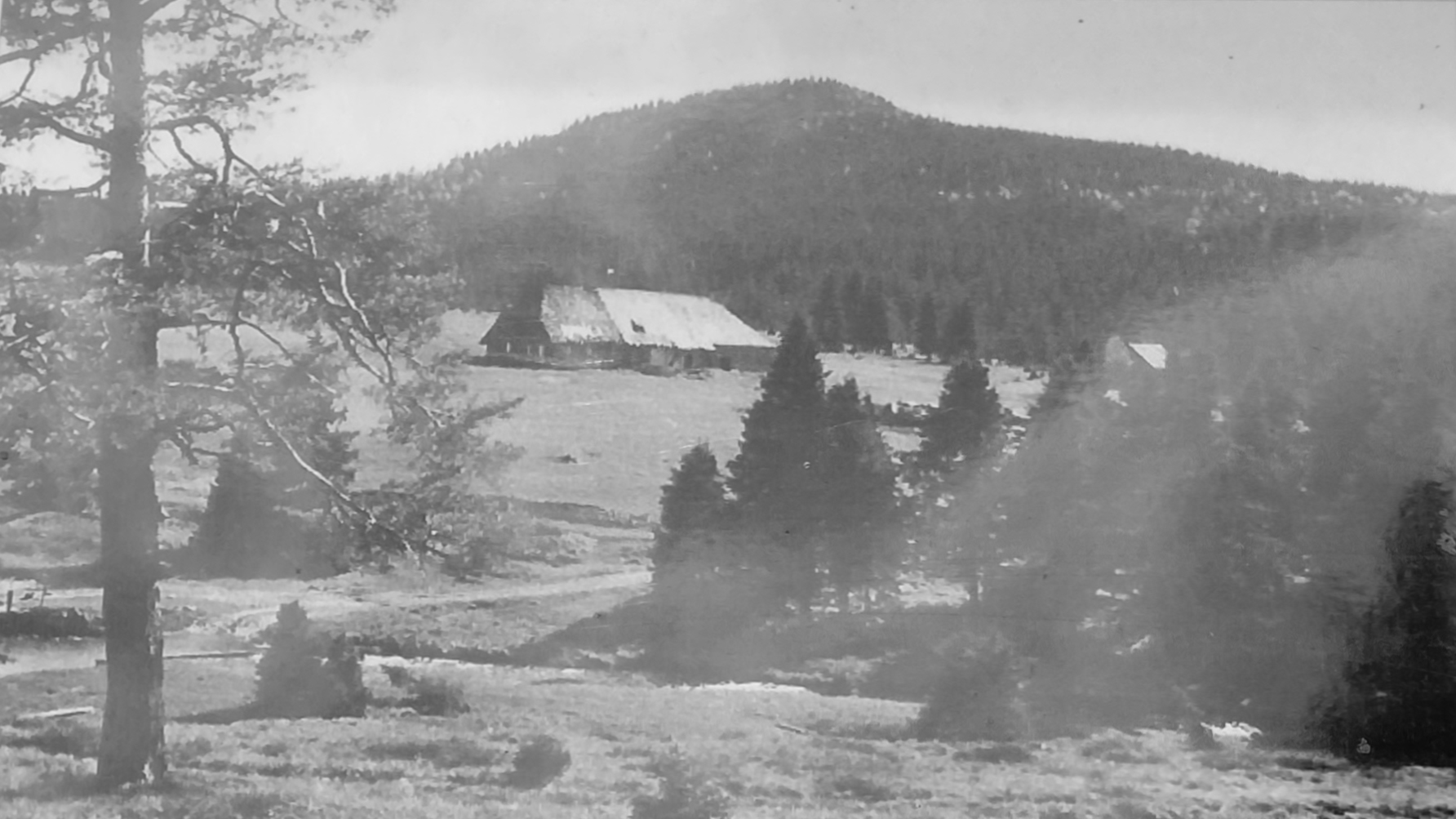
Antýgl v pozadí Hamerských Domků na Horské Kvildě (dobové foto)
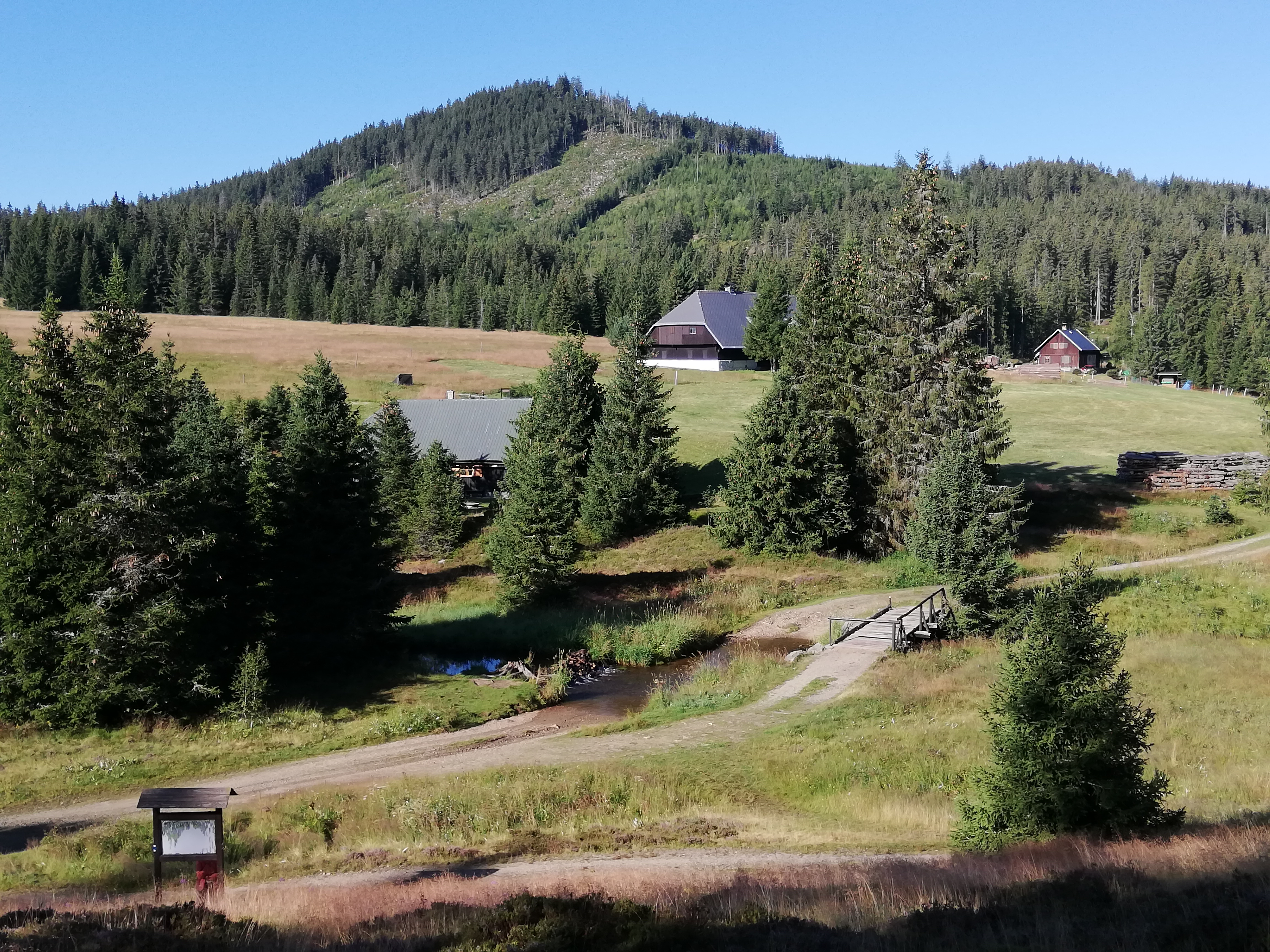
Antýgl v pozadí Hamerských Domků na Horské Kvildě (současné foto, 2019)